# Roman Centelewicz
Roman Centelewicz (ur. 2 czerwca 1920 we Lwowie, zm. 19 listopada 1973 w Sanoku) – polski duchowny rzymskokatolicki, kanonik.

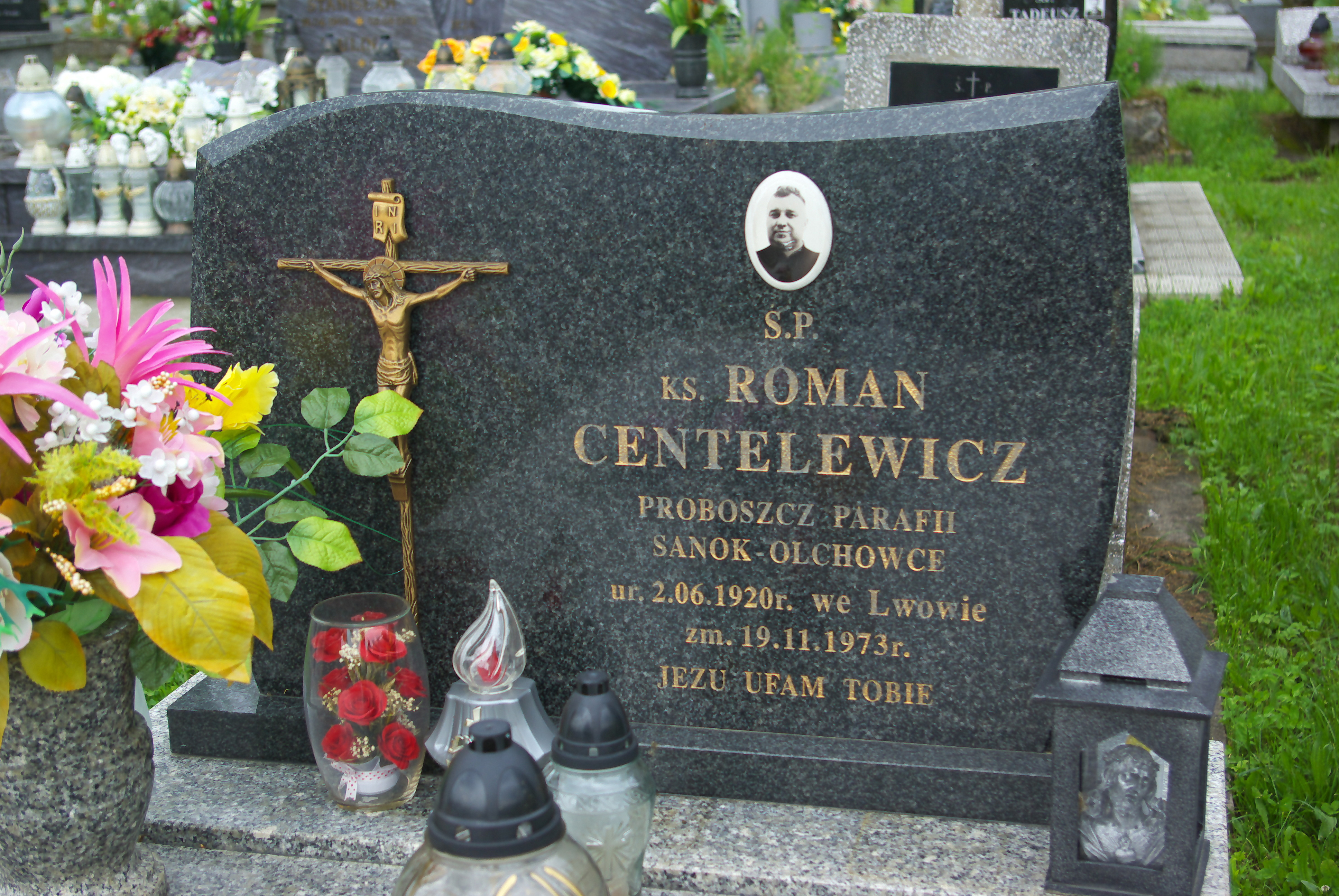
Nagrobek ks. Romana Centelewicza

## Życiorys
Urodził się 2 czerwca 1920 we Lwowie. Był synem Wiktora i Walerii z domu Czartoryskiej. Sakrament święceń otrzymał w 1949 w Kalwarii Pacławskiej. Jako wikariusz posługiwał w Bełzie i w Ustrzykach Dolnych. 23 lipca 1962 został mianowany wikariuszem-ekspozytem w parafii Wniebowstąpienia Pańskiego w Sanoku-Olchowcach, a urząd objął 6 września 1962. 23 listopada 1971 otrzymał tytuł Expositorium Canonicale.
Zmarł na serce 19 listopada 1973. Został pochowany na Cmentarzu Olchowieckim w Sanoku przy świątyni Wniebowstąpienia Pańskiego.